# ダーティ・セクシー・マネー
『ダーティ・セクシー・マネー』（Dirty Sexy Money）は、アメリカ合衆国のテレビドラマ。ABC系列で2007年から2009年まで、合計2シーズン（全23話）が放送された。
日本では、スーパー!ドラマTVおよびDlifeで放送されている。

## あらすじ
シーズン1
弁護士のニックはある日、同じ弁護士の父が飛行機事故死したと知らされる。父は昔から大富豪のダーリング家の顧問弁護士として働いていたのもあり、当主のトリップに頼まれ、父の業務を引き継ぐ形でダーリング家の顧問弁護士に就任する。家族全員がニューヨーク市民なら誰もが知り、憧れる程のセレブ一家。しかし、その全員がとんでもない問題を抱えており、その後始末にニックは奔走する。そんな中、「父の事故は意図的に引き起こされた」という証拠が浮かび上がってくる・・・。
シーズン2
父の命でサイモンの下に恋人としてスパイするカレン、姿を消したキャロラインを心配しつつも選挙に備えるパトリック、海外に留学したジュリエット、神父を辞めて父親の会社に副社長として就任したブライアン、アドバイザーとして就任したジェレミー。多少の変化を含みつつもダーリング家は思い思いの時間を過ごしていた。ある日、ニックの誕生日をサプライズで豪華客船上で行っていると、父の殺害容疑でレティシアが逮捕されてしまう。やり手のノラ検事との対決もしつつ、顧問弁護士としてダーリング家の後始末に相変わらず奔走するニック。そんな中、ノラとジェレミーが恋に落ち、更にカレンが作戦を忘れてサイモンに本気の恋心を抱いてしまい…。

## キャスト
ニック・ジョージ
演 - ピーター・クラウス、日本語吹替 - 桐本琢也
主人公で、弁護士。父の死を受けて、自身が手がけているボランティアの援助を条件にダーリング一家の顧問弁護士に就任する。ダーリング家の問題を解決するのに奔走しているが、弁護士としては有能で、既婚者。
トリップ・ダーリング
演 - ドナルド・サザーランド、日本語吹替 - 有本欽隆
ダーリング家当主。ニックの父とは顧問弁護士の枠を超えた親友だった。
レティシア・ダーリング
演 - ジル・クレイバーグ、日本語吹替 - 野沢由香里
トリップの妻。彼のことはもちろん愛しているが、何か彼に対して隠し事がある様子。
パトリック・ダーリング
演 - ウィリアム・ボールドウィン、日本語吹替 - 遠藤純一
ダーリング家の長男で、検事総長。父の勧めから上院議員選へ立候補する。しかし、カルメリータという性転換手術を施した愛人がおり、スキャンダルを恐れる父からの別れる旨の命令と自身のカルメリータへの愛の間で苦悶するが・・・・。
カレン・ダーリング
演 - ナタリー・ジー、日本語吹替 - 浅野まゆみ
ダーリング家の長女で、「ダーリング財団」を経営する頭脳明晰な美女。初体験の相手であるニックを未だに完全に忘れることが出来ないために相手を真剣に愛することが出来ず、離婚歴が3回ある。ニックが顧問弁護士になったのを機に改めて迫るのだが・・・。
ブライアン・ダーリング
演 - グレン・フィッツジェラルド、日本語吹替 - 咲野俊介
ダーリング家の次男で、神父。ニックの父を「巧く父に取り入って我が家に入り込み、我が家の財産を好き放題に食い荒らす金食い虫」との思いから憎しみを募らせる。一緒に出入りしていたニックにも同様の恨みを持ち、ニックに問題解決を依頼するときもかなり高圧的で、法的に一番有利な結論にニックが持っていっても少しでも気に食わなければ彼を罵る。神父様として懺悔の相談に乗る一方で、突如、浮気相手から婚外子を押し付けられて・・・・。
ジュリエット・ダーリング
演 - サミーラ・アームストロング、日本語吹替 - 小林希唯
ダーリング家の次女で女優。舞台の主演など、自分のやる事全てに「ダーリング家」の肩書きがつくことに嫌気が差している。外ではワガママ放題で、とあるお騒がせセレブ女優を髣髴とさせる女性だが、実際は純朴でニックに処女であることを明かしている。シーズン2では海外留学しているため、未登場。
ジェレミー・ダーリング
演 - セス・ガベル、日本語吹替 - 武藤正史
ダーリング家の三男で無職。実家が大富豪であることを理由に、昼からの飲酒やドラッグなど好き放題の事をしている。しかし、他の兄弟と異なり特に何も誇れる物がない事をコンプレックスに感じており、父に愛されていないのではないかという不安を常に抱えている。惚れた女性には自分の全てを好きになってもらいたいため、自分の素性を偽る。ニックの元に飛び込んでくるダーリング家関係の案件の大半はジェレミーによるもの。
リサ・ジョージ
演 - ゾーイ・マクラーレン、日本語吹替 - 斉藤梨絵
ニックの妻で良識的な人物。2人の子供の母親である一方で、画家でもある。カレンの存在や家族全員の怪しげな雰囲気から不安を感じ、ニックにはダーリング家の顧問弁護士を辞任してほしいと思っている。
サイモン・エルダー
演 - ブレア・アンダーウッド、日本語吹替 - 奥田啓人
ロシアの若き大富豪。その資産はダーリング家にも引けをとらない。「ニックの父の死に関する情報を知っている」とニックに囁くが…。
ノラ・ライアンズ
演 - ルーシー・リュー、日本語吹替 - 魏涼子
シーズン2から登場した女性検事。殺人容疑で逮捕されたレティシアの担当検事として、ダーリング一家を目の敵に攻撃しまくる攻撃的な女性。しかし、ひょんなことからジェレミーと関係を持ち…。
カルメリータ
演 - キャンディス・ケイン、日本語吹替 - 斉藤貴美子
パトリックの愛人でトランスジェンダー。彼もお互い愛し合っているが、トリップから別れるよう、説得され続けている。その後パトリックが上院議員になった暁には、自分の存在が彼にとって障害になると考え、姿を消すが…。

## エピソード

### シーズン1
1. ダーリング家の秘密 Pilot
2. ライオン The Lions
3. イタリアン・バンカー The Italian Banker
4. キアヴェンナスカ The Chiavennasca
5. バースデー･パーティー The Bridge
6. ゲーム The Game
7. 結婚式 The Wedding
8. 別荘 The Country House
9. 時計 The Watch
10. くるみ割り人形 The Nutcracker

### シーズン2
1. バースデー・プレゼント The Birthday Present
2. 顧問弁護士 The Family Lawyer
3. 重要証人 The Star Witness
4. 沈黙 The Silence
5. 裁決 The Verdict
6. ファミリー・ディナー The Injured Party
7. 取引 The Summer House
8. 就任式 The Plan
9. 殺意 The Organ Donor
10. 真相 The Facts
11. オープンカー The Convertible
12. 計画変更 The Unexpected Arrival
13. 黒幕 The Bad Guy